# Pós-humano
Pós-humano é um conceito originário dos campos da ficção científica, futurologia, arte contemporânea e filosofia que significa uma pessoa ou entidade que existe em um estado para além do ser humano. O conceito aborda questões de ética e justiça, comunicação linguística e transespécie, sistemas sociais e as aspirações intelectuais da interdisciplinaridade.
O pós-humanismo não deve ser confundido com o transumanismo (o aprimoramento biotecnológico dos seres humanos) e definições restritas do pós-humano como a transcendência esperada da materialidade. A noção de pós-humano surge tanto no pós-humanismo quanto no transumanismo, mas tem um significado especial em cada tradição.

## Pós-humanismo
Na teoria crítica, o pós-humano é um ser especulativo que representa ou busca reconceber o humano. É o objeto da crítica pós-humanista, que questiona criticamente o humanismo, um ramo da filosofia humanista que afirma que a natureza humana é um estado universal do qual o ser humano emerge; a natureza humana é autônoma, racional, capaz de livre-arbítrio e unificada em si mesma como o ápice da existência. Assim, a posição pós-humana reconhece a imperfeição e a desunião dentro de si mesmo, e entende o mundo por meio de perspectivas heterogêneas ao mesmo tempo que procura manter o rigor intelectual e a dedicação às observações objetivas. A chave para essa prática pós-humana é a capacidade de mudar perspectivas com fluidez e se manifestar por meio de diferentes identidades. O pós-humano, para teóricos críticos do assunto, tem uma ontologia emergente em vez de estável; em outras palavras, o pós-humano não é um indivíduo singular definido, mas sim aquele que pode "se tornar" ou incorporar identidades diferentes e compreender o mundo de perspectivas múltiplas e heterogêneas.
Os discursos críticos em torno do pós-humanismo não são homogêneos, mas na verdade apresentam uma série de ideias frequentemente contraditórias, e o próprio termo é contestado, com um dos principais autores associados ao pós-humanismo, Manuel de Landa, qualificando o termo como "muito bobo". Cobrir as ideias de, por exemplo, The Posthuman Condition de Robert Pepperell e How We Became Posthuman de Katherine Hayles sob um único termo é claramente problemático devido a essas contradições.
Donna Haraway em seu A Cyborg Manifesto, manifesta que pós-humano é quase sinônimo de "ciborgue". A concepção de Haraway de ciborgue é uma abordagem irônica das concepções tradicionais do ciborgue que inverte o tropo tradicional do ciborgue, cuja presença questiona a linha saliente entre humanos e robôs. O ciborgue de Haraway é, em muitos aspectos, a versão "beta" do pós-humano, pois sua teoria do ciborgue fez com que a questão fosse abordada na teoria crítica. Seguindo Haraway, Hayles, cujo trabalho fundamenta grande parte do discurso pós-humano crítico, afirma que o humanismo liberal — que separa a mente do corpo e, portanto, retrata o corpo como uma "concha" ou veículo para a mente — torna-se cada vez mais complicado no final dos séculos XX e XXI porque a tecnologia da informação questiona o corpo humano. Hayles sustenta que devemos estar conscientes dos avanços da tecnologia da informação enquanto compreendemos a informação como "desencarnada", ou seja, algo que não pode fundamentalmente substituir o corpo humano, mas que só pode ser incorporado nele e nas práticas da vida humana.

### Pós-pós-humanismo e ética pós-ciborgue
A ideia de pós-pós-humanismo (pós-ciborguismo) foi recentemente introduzida. Este conjunto de trabalhos descreve as sequelas da adaptação a longo prazo às tecnologias ciborgues e a sua posterior remoção, por exemplo, o que acontece após 20 anos de uso constante de tecnologias e sua posterior remoção. A adaptação a longo prazo a mundos virtuais, seguida do regresso à "realidade" e a ética pós-ciborgue associada (por exemplo, a ética da remoção forçada de tecnologias ciborgues pelas autoridades, etc.).
Os direitos políticos e naturais pós-humanos foram enquadrados em um espectro de direitos animais e direitos humanos. O pós-humanismo amplia o escopo do que significa ser uma forma de vida valorizada e ser tratada como tal (em contraste com certas formas de vida sendo vistas como inferiores e sendo aproveitadas ou eliminadas); ele “exige uma definição de vida mais inclusiva e uma maior resposta ético-moral, e responsabilidade para com as formas de vida não humanas na era da confusão e da mistura de espécies… Interroga a ordenação hierárquica — e subsequentemente a exploração e até a erradicação — das formas de vida”.

## Transumanismo

### Definição
De acordo com pensadores transumanistas, um pós-humano é um ser futuro hipotético "cujas capacidades básicas excedem tão radicalmente as dos humanos atuais que já não são inequivocamente humanas pelos nossos padrões atuais". Os pós-humanos se concentram principalmente na cibernética, no consequente pós-humano e na relação com a tecnologia digital. A ênfase está nos sistemas. O transumanismo não se concentra em nenhum deles. Em vez disso, o transumanismo se concentra na modificação da espécie humana por meio de qualquer tipo de ciência emergente, incluindo engenharia genética, tecnologia digital e bioengenharia.

### Métodos
Pós-humanos podem ser inteligências artificiais completamente sintéticas, ou uma simbiose de inteligência humana e artificial, ou consciências transferidas, ou o resultado de fazer muitos aumentos tecnológicos menores, mas cumulativamente profundos, para um humano biológico, ou seja, um ciborgue. Alguns exemplos do último são o redesenho do organismo humano usando nanotecnologia avançada ou aprimoramento radical usando alguma combinação de tecnologias, como engenharia genética, psicofarmacologia, terapias de prolongamento de vida, interfaces neurais, ferramentas de gerenciamento de informações avançadas, drogas que melhoram a memória, computadores vestíveis ou implantados e técnicas cognitivas.

### Futuro pós-humano
Conforme usado neste artigo, "pós-humano" não se refere necessariamente a um futuro conjecturado em que os humanos estão extintos ou ausentes da Terra. Tal como acontece com outras espécies que se especiam umas das outras, tanto os humanos quanto os pós-humanos podem continuar a existir. No entanto, o cenário apocalíptico parece ser um ponto de vista compartilhado por uma minoria de transumanistas, como Marvin Minsky[carece de fontes?]  e Hans Moravec, que poderiam ser considerados misantropos, pelo menos no que diz respeito à humanidade em seu estado atual. Alternativamente, outros como Kevin Warwick argumentam sobre a probabilidade de que tanto os humanos quanto os pós-humanos continuarão a existir, mas os pós-humanos predominarão na sociedade sobre os humanos por causa de suas habilidades. Recentemente, os estudiosos começaram a especular que o pós-humanismo fornece uma análise alternativa do cinema e da ficção apocalípticos, frequentemente classificando vampiros, lobisomens e até zumbis como evoluções potenciais da forma e do ser humano.
Muitos autores de ficção científica, como Greg Egan, H. G. Wells, Isaac Asimov, Bruce Sterling, Frederik Pohl, Greg Bear, Charles Stross, Neal Asher, Ken MacLeod, Peter F. Hamilton e autores do Orion's Arm Universe, escreveram obras ambientadas em futuros pós-humanos.

### Deus pós-humano
Uma variação do tema pós-humano é a noção de um "deus pós-humano"; a ideia de que os pós-humanos, não estando mais confinados aos parâmetros da natureza humana, podem crescer física e mentalmente tão poderosos a ponto de parecer possivelmente divinos pelos padrões humanos atuais. Esta noção não deve ser interpretada como estando relacionada à ideia retratada em alguma ficção científica de que uma espécie suficientemente avançada pode "ascender" a um plano superior de existência — pelo contrário, significa apenas que alguns seres pós-humanos podem se tornar tão excessivamente inteligentes e tecnologicamente sofisticados que seu comportamento possivelmente não seria compreensível para os humanos modernos, puramente por causa de sua inteligência e imaginação limitadas.